# Dicarión

Dicariones mostrados en un ciclo de mitosis de Basidiomycete

El dicarión es una característica nuclear que es única de ciertos hongos. El alga verde Derbesia ha sido considerada durante mucho tiempo una excepción, hasta que la hipótesis heterocariota fue cuestionada por estudios posteriores. Los tipos de células compatibles pueden fusionar citoplasmas (plasmogamia). Cuando esto ocurre, los dos núcleos de dos células se emparejan y cohabitan sin fusionarse (cariogamia). Esto puede mantenerse para todas las células de las hifas dividiéndose sincrónicamente para que los pares pasen a células más nuevas. En el filo Ascomycota este atributo se encuentra más a menudo en las hifas ascendentes y en el ascocarpio, mientras que la mayor parte del micelio sigue siendo monocariótica. En el filo Basidiomycota esta es la fase dominante, con la mayoría de los monocarióticos Basidiomycota creciendo débilmente y con vida corta.
La formación de un dicarión es un carácter plesiomórfico para el subreino Dikarya, que consiste en el filo Basidiomycota y el filo Ascomycota. La formación de croziers en el filo Ascomycota y de conexión en fíbula  en el Basidiomycota facilita el mantenimiento de los dicariones. Sin embargo, algunos hongos de cada una de estos filos han desarrollado otros métodos para mantener los dicarones y, por lo tanto, ni los crociers ni las conexiones en pinza son omnipresentes en ninguno de los filos.

## Etimología
El nombre dikaryon proviene del griego δι- (di-) que significa "dos" y κάρυον (karyon) que significa "nuez", refiriéndose al núcleo de la célula.